# 大山駅 (鹿児島県)
大山駅（おおやまえき）は、鹿児島県指宿市山川大山にある、九州旅客鉄道（JR九州）指宿枕崎線の駅である。駅名標は以前のJR九州標準タイプのものから独自デザインのものに更新され、池田湖の大鰻と竹山、長崎鼻パーキングガーデンの動物があしらわれている。

## 歴史
- 1960年（昭和35年）3月22日：国鉄指宿線（現・指宿枕崎線）の駅として開設[1]。
- 1963年（昭和38年）10月31日：指宿線が指宿枕崎線へ改称、同線の駅となる[1]。
- 1987年（昭和62年）4月1日：国鉄分割民営化に伴い、JR九州の駅となる[1]。

## 駅構造

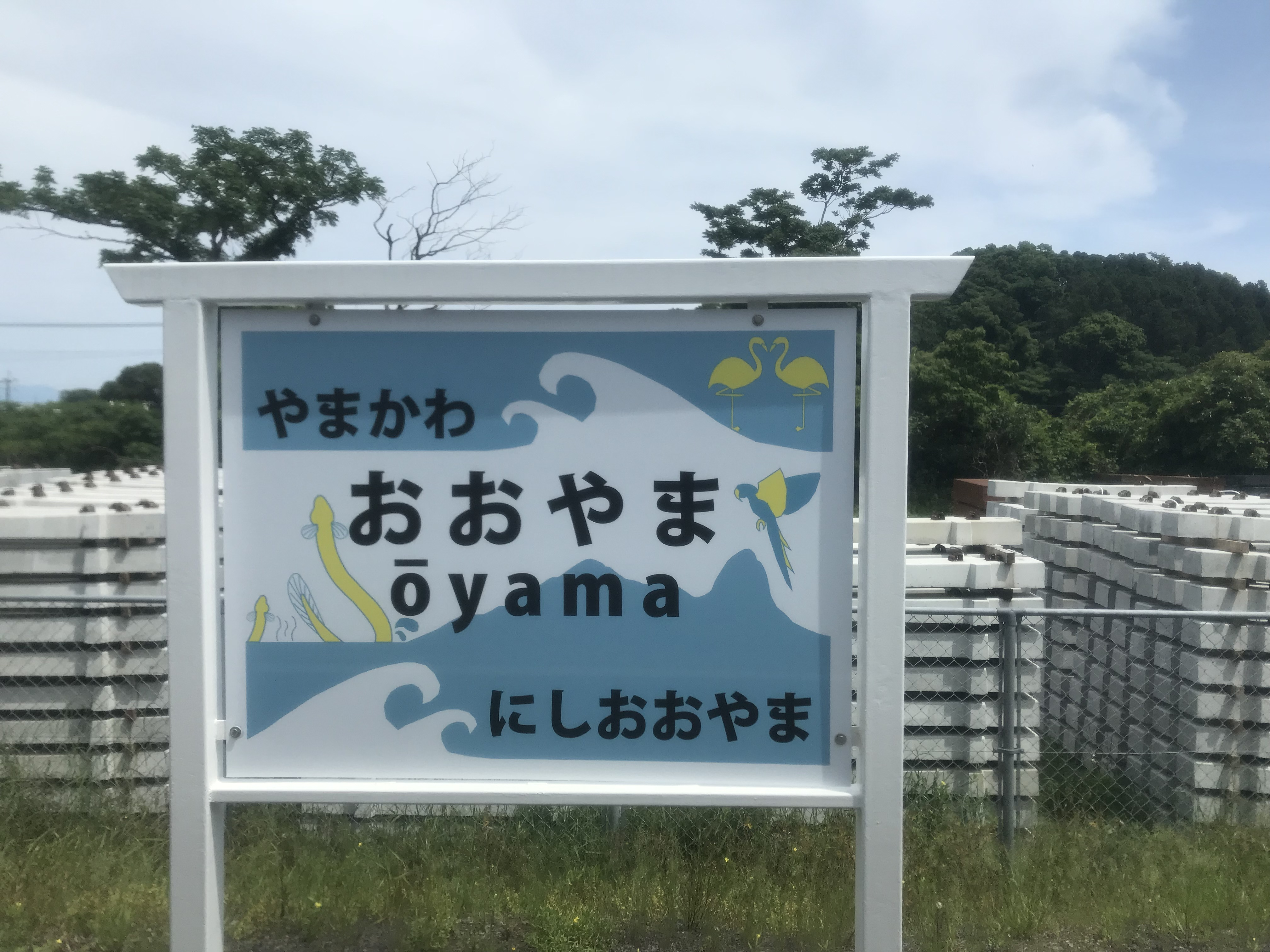
ウナギやフラミンゴ等が描かれた駅名標（2018年5月）

単式ホーム1面1線を有する地上駅。以前は島式ホーム1面2線を有する交換可能駅であった。現在も構内配線にその名残りを認めることが出来、また構内には枕木や橋梁等の資材類が野積みされているのが見られる。
無人駅。駅舎は無く、ホーム上に旅客上屋が設置されている。

## 利用状況
- 2015年度の1日平均乗車人員は40人である。

| 年度 | 1日平均 乗車人員 | 1日平均 乗降人員 |
| ---- | ---------------- | ---------------- |
| 2003 | 91               |                  |
| 2004 | 83               |                  |
| 2005 | 78               | 159              |
| 2006 | 74               | 151              |
| 2007 | 75               | 153              |
| 2008 | 73               | 148              |
| 2009 | 67               | 135              |
| 2010 | 49               | 100              |
| 2011 | 37               | 75               |
| 2012 | 40               | 82               |
| 2013 | 37               | 76               |
| 2014 | 39               | 80               |
| 2015 | 40               | 81               |

## 駅周辺
平坦区間が多い当路線の中では標高の高い台地上にあり、線路は太平洋に向かって南に傾斜した台地上部を西進するため海側視界が広がっている。この台地は数万年 - 10万年前の阿多火砕流によって堆積した厚い地層によるものとされている。この付近は車窓から日本最南端の地熱発電所である九州電力株式会社山川地熱発電所や、奇岩が立並ぶ独特の風景と東シナ海が暫く望める。また駅から北へ4km程行くと西郷隆盛ゆかりの鰻池がありその畔には鰻温泉もある。
- 大山郵便局

## 隣の駅
九州旅客鉄道（JR九州）
■指宿枕崎線
山川駅 - 大山駅 - 西大山駅